# Cec (instrument de plată)
Cecul este un instrument de plată prin care titularul unui cont dă o instrucțiune băncii sale de a pune la dispoziție o anumită sumă de bani unei alte entități, persoană fizică sau juridică, la prezentarea inscrisului.

## Istorie

### Era modernă
Centrele de compensare provinciale au fost înființate în marile orașe din Marea Britanie pentru a facilita compensarea cecurilor la băncile din același oraș. Birmingham, Bradford, Bristol, Hull, Leeds, Leicester, Liverpool, Manchester, Newcastle, Nottingham, Sheffield și Southampton aveau toate propriile camere de compensare.
În America, Banca din New York a început să emită cecuri după înființarea sa de către Alexander Hamilton în 1784. Cel mai vechi exemplu care există este al unui carnet de cecuri american complet din anii 1790 a fost descoperit de o familie din New Jersey. Documentele sunt într-un fel similare cu cecurile moderne, cu unele date pretipărite pe foi de hârtie alături de spații goale pentru unde alte informații ar putea fi scrise de mână după cum este necesar.
La sfârșitul secolului al XIX-lea, mai multe țări au oficializat legi privind cecurile. Regatul Unit a adoptat Actul de schimb valutar din 1882, iar India a adoptat Legea instrumentelor negociabile din 1881; care acoperea ambele cecuri.

## Caracteristicile cecului
Cecul este un instrument de plată la vedere, ceea ce nu implică din partea băncii plătitoare acceptarea lui, ci doar efectuarea serviciului de decontare.

## Participanții la circuitul cecului
Participanții la circuitul cecului sunt:
- Trăgătorul - este partea care emite (scrie) cecul pe baza disponibilului aflat în cont și care dă o dispoziție de plată, neconditionată, băncii la care are deschis contul bancar
- Trasul -  este întotdeauna o bancă la care trăgătorul are deschis contul și care efectuează plata pe baza cecului primit, numai dacă trăgătorul are suficient disponibil în contul bancar
- Beneficiarul -  este partea care primește suma transmisă de trăgător

## Cecul în România
Cecul a fost reglementat prin Legea nr. 59/1934 asupra cecului, lege care a fost valabilă până în 1994 când a fost modificată prin Legea nr. 83/1994.